# Jumoke Adekoye
Jumoke Bukola Adekoye (ur. 2001) – nigeryjska zapaśniczka walcząca w stylu wolnym. Złota medalistka mistrzostw Afryki w 2022, 2023 i 2025. Wicemistrzyni Igrzysk Afrykańskich młodzieży w 2018 roku.